# Institutul Național de Statistică
L'Institutul Național de Statistică (INS) è un ente governativo rumeno responsabile della raccolta di statistiche nazionali in settori quali geografia, economia, demografia e società. L'istituto è anche responsabile della conduzione del censimento della Romania ogni dieci anni.
Ha sede a Bucarest ed è parte integrante del sistema statistico europeo Eurostat.

## Storia
Il primo ente statistico ufficiale della Romania fu l'Ufficio Centrale di Statistica Amministrativa (Oficiul Central de Statistică Administrativă), istituito il 12 luglio 1859 sotto il regno di Alexandru Ioan Cuza. L'organizzazione, una delle prime organizzazioni statistiche nazionali in Europa, condusse il suo primo censimento pubblico tra il 1859 e il 1860.
L'organizzazione statistica nazionale rumena è stata conosciuta con vari nomi nel corso della storia del Paese, come si può vedere nella tabella seguente:
| Sigla | Nome                                                  | Periodo       |
| ----- | ----------------------------------------------------- | ------------- |
|       | Oficiul Central de Statistică Administrativă          | 1859–1892     |
|       | Direcția de Statistică Generală a Statului            | 1892–1925     |
|       | Institutul de Statistica Generală a Statului          | 1925–1936     |
|       | Institutul Central de Statistică                      | 1936–1951     |
|       | Direcția Centrală de Statistică                       | 1951–1989     |
|       | Comisia Națională pentru Statistică                   | 1989–1998     |
| INSSE | Institutul Național de Statistică și Studii Economice | 1998–2001     |
| INS   | Institutul Național de Statistică                     | 2001–presente |